# Mycosphaerella pseudafricana
Mycosphaerella pseudafricana är en svampart som beskrevs av Crous & T.A. Cout. 2006. Mycosphaerella pseudafricana ingår i släktet Mycosphaerella och familjen Mycosphaerellaceae.   Inga underarter finns listade i Catalogue of Life.